# Wataru Hatano
Wataru Hatano (羽多野 渉, Hatano Wataru), né le 13 mars 1982 à Asahi dans la préfecture de Nagano, est un seiyū japonais.
Il travaille pour 81 Produce.

## Rôles

### Animation
- 07 Ghost – Haruse
- Ah! My Goddess – Agent d'état (épisode 6); Homme (épisode 7)
- Akaneiro ni Somaru Saka – Junichi Nagase
- Animal Yokocho – Maguro Pillow, Matsumoto-san, Papa, Sayuki, Shachihoko
- Aria the Animation – Himeya B (épisode 2)
- Aria the Natural – Atsushi (épisode 25)
- Bartender- President Shimaoka (jeune)
- Basilisk – Koshirō Chikuma, jeune Kōga Danjō
- Blade of the Immortal – Makoto
- Blassreiter – Igor
- Bleach – Harutoki, membre de la 13e division (épisode 49)
- Blue Dragon – Gustav
- D.Gray-man – Chasseur de primes A (épisode 16)
- Daiya no Ace – Masuko Tooru
- Dance with Devils - Lindo Tachibana
- Darker than Black – Jean (épisode 1-2)
- Doki Doki School Hours – Arakawa-sensei
- Engage Planet Kiss Dum – Vice-Capitaine (épisode 12, 25 et 26)
- Engaged to the Unidentified – Hakuya Mitsumine
- Fairy Tail – Gajeel Redfox
- Fantastic Children – Solan, Jeune Homme
- Fushigiboshi no Futagohime – Toulouse
- Gakuen Alice – élève homme A (épisode 16)
- Galaxy Railways – Edwin Silver
- Gintama – Gou (épisode 44), petit frère de Paruko (épisode 48), Saburō (épisode 17)
- Gokusen – Kamei-sensei
- Haiyore! Nyaruko-san – Yoichi
- La Fille des enfers – Daisuke Iwashita (épisode 3)
- Hamatora – Murasaki
- Hunter x Hunter – Shaiapouf
- Honey and Clover – Shin (épisodes 22-24)
- Honey and Clover II – Shin (épisode 5)
- Hoshizora e Kakaru Hashi – Daigo Minamikokubaru
- Jormungand – Lutz
- Joujuu Senjin!! Mushibugyo – Juzo Kakei Mushibu
- Kamisama Hajimemashita Saison 2 – Jirou
- Kimi ni Todoke – Tōru Sanada (épisodes 18-21)
- Kuroko no Basuke Saison 2 – Mibuchi Reo
- Les Misérables: Shōjo Cosette – Combeferre
- Listen to Me, Girls. I Am Your Father! – Yuta Segawa
- Maburaho – élève homme
- Magi: The Labyrinth of Magic – Spartos
- Magikano – Shinichi (épisode 11)
- Major – Amano, Miyazaki (ép54-)
- MÄR – Hameln
- Midori Days – Subordonné 2 (épisode 1); Client A (épisode 4 et 9); livreur de pizza (épisode 5); Annonceur, client (épisode 8)
- Mobile Suit Gundam AGE – Largan Drace
- Momo Kyun Sword – Inugami
- Monochrome Factor – Shuuichi Wagatsuma (Maître)/Hikari no Shisui
- Mushi-Uta – Centipede
- My Hero Academia - Hitoshi Shinso
- Naruto Shippuden – Yahiko (enfant)
- Night Head Genesis – Yukio Izumi (épisode 6-7)
- Nogizaka Haruka no Himitsu – Yūto Ayase
- Nogizaka Haruka no Himitsu: Purezza – Yūto Ayase
- No-Rin – Kei Kamatori
- Onegai Friends – Harumi Shinohara
- Ouran High School Host Club – Kasanoda Ritsu (épisode 22 et 23)
- Ragnarok – Goblin 2 (épisode 6); Bandit D (épisode 8)
- Re: Hamatora – Murasaki
- Red Garden – Emilio
- Renkin 3-kyuu Magical? Pokahn – Tan
- Saint Beast: Kouin Jojishi Tenshitan – Tenshi Yuri
- Sasameki Koto – Norio Kazama
- Shirokuma Cafe – Handa
- Soul Eater – Harvar D. Éclair
- Spider Riders – Inspecteur Capitaine, Soldat (épisode 13); villageois (épisode 16)
- Starship Operators – Officier de la défense (épisode 1)
- Bonjour♪Sweet Love Patisserie – Jin Aoi
- Tears to Tiara – Decimus
- The Misfit of Demon King Academy - Shin Reglia
- Toward the Terra – Sam Houston
- Uchi Tama!? - Gon Noda
- Uta Kata – Shigeru (épisode 5)
- Wagaya no Oinari-sama. – Gyokuyō Tenko
- Welcome to NHK – Akito Sudo (épisode 6-7)
- World Break: Aria of Curse for a Holy Swordsman - Sir Edward Lampard
- Yobarete Tobidete Akubi-chan – Kodaira Kōichi
- Yumeria – Tomokazu Mikuri
- Zero no Tsukaima - Futatsuki no Kishi – Henry Stanford (épisode 10)
- Zettai Karen Children – You Fujiura
- Zettai Karen Children - The Unlimited - Hyobu Kyosuke – You Fujiura
- Zoids Fuzors – homme (ép8); badaud A (épisode 23)
- The Laws of the Universe : 1ère partie : Eisuke

### Original video animation (OVA)
- Angel's Feather – Yūto Nakajō
- Kirepapa – Takatsukasa Chidori
- Love Pistols – Shiro Fujiwara
- Okane ga Nai – Kuba Misao
- Fairy Tail – Gajeel Redfox

### Jeux vidéo
- Akazukin to Mayoi no Mori – Kitsune-san
- Arc Rise Fantasia – Niko
- Atelier Iris 2: The Azoth of Destiny – Felt Blanchimont
- Disgaea 4 – Fenrich
- Fate/Extra – Julius B. Harwey
- Final Fantasy XIII – Yuj
- Glass Heart Princess – Asahina Tenma
- JoJo's Bizarre Adventure: All Star Battle – Josuke Higashikata
- Virtua Fighter 5 – Jean Kujon
- Kaminaru kimi to – Yakumo Takekiyo
- Monochrome Factor Cross Road – Shuuichi Wagatsuma (Maître)
- Onimusha: Dawn of Dreams – Roberto Frois
- Rockman ZX Advent – Siarnaq
- Shining Force Feather – Jin
- Shinobido: Way of the Ninja – Goh the Crow
- Skylanders – Terrafin
- S.Y.K – Hakkai
- Street Fighter series – Rufus
- Sweet Pool – Yoji Sakiyama
- Tales of Legendia – Poppo
- Tears to Tiara: Mystery of Avalon – Decimus
- Lamento: Beyond the Void (lien en japonais) – Asato
- Nessa no Rakuen – Karimu
- Lucian Bee's Evil Violet – Woo

### Drama CD
- Comical Psychosomatic Medicine – Ryō Shinnai
- Devil Honey – Toshimitsu Sugaya
- Good Morning – Hayashi
- Happiness – Hiyoki Yuuta
- Kagai Jugyou – Tsuda Akira
- Kimi to Te wo Tsunaide – Kazumi Hyoudou
- Nanka Imma ga Mie Chatterundesukedo – Mimasa
- Yes, It's Me – Enoki Yoshikazu

### Doublage
- Power Rangers: Samurai – Ranger Samourai Vert/Mike
- Le Voyage extraordinaire de Samy – Samy
- American Dragon: Jake Long - Spud